# U-19-Fußball-Europameisterschaft der Frauen 2019
Die Endrunde der 22. U-19-Fußball-Europameisterschaft der Frauen fand vom 16. bis zum 28. Juli 2019 in Schottland statt. Das Land wurde am 9. Dezember 2016 von der UEFA als Ausrichter bestimmt und richtete damit erstmals ein Frauen-Turnier aus. Titelverteidiger waren die Spanierinnen. Spielberechtigt waren Spielerinnen, die am 1. Januar 2000 oder später geboren wurden. Das Turnier diente außerdem der europäischen Qualifikation für die U-20-Fußball-Weltmeisterschaft der Frauen 2020, für die sich die vier Halbfinalisten qualifizieren konnten. Da die U-20-WM wegen der COVID-19-Pandemie zunächst um ein Jahr verschoben und dann abgesagt wurde, nehmen die vier Mannschaften an der  U-20-Fußball-Weltmeisterschaft der Frauen 2022 teil.

## Qualifikation

### 1. Runde
Schottland war als Gastgeber automatisch qualifiziert. Frankreich und Spanien erhielten eine Wildcard für die 2. Qualifikationsrunde. Die übrigen 48 gemeldeten Nationalmannschaften – darunter erstmals eine Frauenmannschaft aus Liechtenstein – wurden auf zwölf Gruppen zu je vier Mannschaften aufgeteilt.
Die Spiele wurden in der Form von Miniturnieren zwischen dem 27. August und 9. Oktober 2018 ausgetragen. Die Gruppensieger und die Gruppenzweiten sowie die beiden besten Gruppendritten qualifizierten sich für die 2. Runde.
Deutschland spielte in Gruppe 9 in Nordirland und setzte sich mit drei Siegen ohne Gegentor gegen die Gastgeberinnen, Estland und das Kosovo durch, wobei das 21:0 gegen Estland der höchste Sieg einer deutschen Frauen-Nationalmannschaft war. Österreich hatte in Gruppe 7 Heimrecht und setzte sich mit drei Siegen gegen Russland, Lettland und Montenegro durch. Die Schweiz konnte sich in Gruppe 2 mit drei Siegen gegen Gastgeber Türkei, Aserbaidschan und Zypern durchsetzen. Die Liechtensteinerinnen konnten den Heimvorteil in Gruppe 6 nicht nutzen und verloren alle Spiele ohne eigenes Tor gegen Dänemark, Serbien und Griechenland.

### Eliterunde
Für die Auslosung am 23. November wurden die Mannschaften gemäß den Ergebnissen der ersten Runde auf vier Lostöpfe verteilt, die Mannschaften mit Freilos aus der ersten Runde wurden Topf A zugeordnet. Gruppensieger und -zweite, die bereits in der ersten Runde gegeneinander gespielt hatten, konnten nicht erneut aufeinander treffen. Die sieben Gruppensieger qualifizierten sich für die Endrunde.
Die Auslosung ergab folgende Gruppen (Reihenfolge nach Endplatzierung, mit „*“ markierte Mannschaften waren Gastgeber):
| Gruppe 1     | Gruppe 2 | Gruppe 3     | Gruppe 4 | Gruppe 5   | Gruppe 6 | Gruppe 7    |
| ------------ | -------- | ------------ | -------- | ---------- | -------- | ----------- |
| Deutschland* | Belgien* | Niederlande* | Spanien* | Norwegen*  | England* | Frankreich* |
| Tschechien   | Finnland | Island       | Irland   | Dänemark   | Italien  | Slowenien   |
| Österreich   | Schweiz  | Russland     | Serbien  | Ukraine    | Schweden | Portugal    |
| Griechenland | Polen    | Bulgarien    | Ungarn   | Nordirland | Türkei   | Slowakei    |

Bei der Auslosung wurden Deutschland und Österreich gemeinsam mit Griechenland und Tschechien Gruppe 1 gelost. Mit zwei Siegen und einem Remis im letzten Spiel gegen Österreich qualifizierte sich die deutsche Mannschaft für die Endrunde, Österreich und die Schweiz schieden mit je einem Sieg, einem Unentschieden und einer Niederlage als Gruppendritte aus.
Beste Torschützin der Qualifikation war Sjoeke Nüsken mit 12 Toren.

## Teilnehmer
| - Schottland (Gastgeber) - Deutschland (Sieger Gruppe 1) - Belgien (Sieger Gruppe 2) - Niederlande (Sieger Gruppe 3) | - Spanien (Sieger Gruppe 4) - Norwegen (Sieger Gruppe 5) - England (Sieger Gruppe 6) - Frankreich (Sieger Gruppe 7) |

## Austragungsorte
Die Endrunde fand in vier Stadien in vier Städten statt. Paisley und Glasgow liegen nahe beieinander.
| Glasgow |

| Stirling |

| Perth |

| Paisley |

| Glasgow |

| Stirling |

| Perth |

| Paisley |

## Gruppenphase

### Auslosung
Die Auslosung der Gruppen fand am 16. April 2019 in Glasgow statt. Die acht Mannschaften wurden in zwei Gruppen mit jeweils vier Mannschaften gelost, dabei gab es keine Setzliste, nur Schottland war als Gastgeber als Kopf der Gruppe A gesetzt.

### Modus
Die Vorrunde wurde in zwei Gruppen mit jeweils vier Mannschaften ausgetragen. Die Gruppensieger und Zweitplatzierten qualifizierten sich für das Halbfinale und die U-20-Weltmeisterschaft 2020.
Hatten zwei oder mehr Mannschaften derselben Gruppe nach Abschluss der Gruppenspiele die gleiche Anzahl Punkte, wurde die Platzierung nach folgenden Kriterien in dieser Reihenfolge ermittelt:
a. höhere Punktzahl aus den Direktbegegnungen der betreffenden Mannschaften;
b. bessere Tordifferenz aus den Direktbegegnungen der betreffenden Mannschaften;
c. größere Anzahl erzielter Tore aus den Direktbegegnungen der betreffenden Mannschaften;
d. wenn nach der Anwendung der Kriterien a) bis c) immer noch mehrere Mannschaften denselben Platz belegten, wurden die Kriterien a) bis c) erneut angewendet, jedoch ausschließlich auf die Direktbegegnungen der betreffenden Mannschaften, um deren definitive Platzierung zu bestimmen. Hatte dieses Vorgehen keine Entscheidung herbei geführt, wurden die Kriterien e) bis i) angewendet;
e. bessere Tordifferenz aus allen Gruppenspielen; (dieses traf dann auf die Platzierung von Deutschland und Spanien in Gruppe B zu, so dass die weiteren Kriterien nicht angewendet werden mussten)
f. größere Anzahl erzielter Tore aus allen Gruppenspielen;
g. geringere Gesamtzahl an Strafpunkten auf der Grundlage der in allen Gruppenspielen erhaltenen gelben und roten Karten (rote Karte = 3 Punkte, gelbe Karte = 1 Punkt, Platzverweis nach zwei gelben Karten in einem Spiel = 3 Punkte);
h. bessere Platzierung in der für die Auslosung der Qualifikationsrunde verwendeten Koeffizientenrangliste;
i. Losentscheid.
Wären zwei Mannschaften im letzten Gruppenspiel aufeinander getroffen, die dieselbe Anzahl Punkte sowie die gleiche Tordifferenz und gleiche Anzahl Tore gehabt hätten, und endete das betreffende Spiel unentschieden, so wäre die endgültige Platzierung der beiden Mannschaften durch Elfmeterschießen ermittelt worden, vorausgesetzt, dass keine andere Mannschaft derselben Gruppe nach Abschluss aller Gruppenspiele dieselbe Anzahl Punkte gehabt hätte. Hätten mehr als zwei Mannschaften dieselbe Anzahl Punkte gehabt, wären die oberen Kriterien Anwendung zur Anwendung gekommen. Beide Fälle traten nicht ein.
Erstmals hatten die Trainer und Trainerinnen die Möglichkeit in der regulären Spielzeit fünf Spielerinnen auszuwechseln. Davon machten u. a. die Niederlande und Norwegen im ersten Spiel Gebrauch.

### Gruppe A
| Pl. | Land        | Sp. | S | U | N | Tore    | Diff. | Punkte |
| --- | ----------- | --- | - | - | - | ------- | ----- | ------ |
| 1.  | Frankreich  | 3   | 2 | 1 | 0 | 008:500 | +3    | 07     |
| 2.  | Niederlande | 3   | 2 | 0 | 1 | 010:300 | +7    | 06     |
| 3.  | Norwegen    | 3   | 1 | 1 | 1 | 007:800 | −1    | 04     |
| 4.  | Schottland  | 3   | 0 | 0 | 3 | 001:100 | −9    | 0      |

|                                                          |   |             |           |
| 16. Juli 2019 um 17:00 Uhr in Glasgow im Firhill Stadium |   |             |           |
| Norwegen                                                 | – | Niederlande | 0:5 (0:4) |
| 16. Juli 2019 um 20:30 Uhr in Paisley im St. Mirren Park |   |             |           |
| Schottland                                               | – | Frankreich  | 1:2 (0:0) |
| 19. Juli 2019 um 17:00 Uhr in Paisley im St. Mirren Park |   |             |           |
| Niederlande                                              | – | Frankreich  | 1:3 (1:1) |
| 19. Juli 2019 um 19:15 Uhr in Glasgow im Firhill Stadium |   |             |           |
| Schottland                                               | – | Norwegen    | 0:4 (0:4) |
| 22. Juli 2019 um 19:15 Uhr in Paisley im St. Mirren Park |   |             |           |
| Niederlande                                              | – | Schottland  | 4:0 (2:0) |
| 22. Juli 2019 um 19:15 Uhr in Glasgow im Firhill Stadium |   |             |           |
| Frankreich                                               | – | Norwegen    | 3:3 (2:2) |

### Gruppe B
| Pl. | Land        | Sp. | S | U | N | Tore    | Diff. | Punkte |
| --- | ----------- | --- | - | - | - | ------- | ----- | ------ |
| 1.  | Deutschland | 3   | 2 | 1 | 0 | 007:100 | +6    | 07     |
| 2.  | Spanien     | 3   | 2 | 1 | 0 | 003:000 | +3    | 07     |
| 3.  | England     | 3   | 1 | 0 | 2 | 002:300 | −1    | 03     |
| 4.  | Belgien     | 3   | 0 | 0 | 3 | 000:800 | −8    | 0      |

|                                                       |   |             |           |
| 16. Juli 2019 um 17:00 Uhr in Stirling im Forthbank   |   |             |           |
| Spanien                                               | – | Belgien     | 2:0 (1:0) |
| 16. Juli 2019 um 20:30 Uhr in Perth im McDiarmid Park |   |             |           |
| England                                               | – | Deutschland | 1:2 (0:2) |
| 19. Juli 2019 um 17:00 Uhr in Stirling im Forthbank   |   |             |           |
| England                                               | – | Spanien     | 0:1 (0:1) |
| 19. Juli 2019 um 20:30 Uhr in Perth im McDiarmid Park |   |             |           |
| Belgien                                               | – | Deutschland | 0:5 (0:2) |
| 22. Juli 2019 um 17:00 Uhr in Perth im McDiarmid Park |   |             |           |
| Belgien                                               | – | England     | 0:1 (0:1) |
| 22. Juli 2019 um 17:00 Uhr in Stirling im Forthbank   |   |             |           |
| Deutschland                                           | – | Spanien     | 0:0       |

## Finalrunde

### Modus
Endete eine Halbfinalbegegnung und/oder das Endspiel nach Ablauf der regulären Spielzeit ohne Sieger, wurde diese um zweimal 15 verlängert. Hätte es danach immer noch keinen Sieger gegeben, wäre dieser durch ein Elfmeterschießen ermittelt worden.

### Halbfinale
Die Spiele fanden um 17:00 Uhr in Glasgow und 20:30 Uhr in Paisley statt.
|                                                          |   |             |                      |
| 25. Juli 2019 um 17:00 Uhr in Glasgow im Firhill Stadium |   |             |                      |
| Deutschland                                              | – | Niederlande | 3:1 (1:0)            |
| 25. Juli 2019 um 20:30 Uhr in Paisley im St. Mirren Park |   |             |                      |
| Frankreich                                               | – | Spanien     | 3:1 n. V. (0:0, 0:0) |

### Finale
| Frankreich                                              | Frankreich | Deutschland | Deutschland |
| ------------------------------------------------------- | --- | --- | ----------- |
| Frankreich                                              | \| 28. Juli 2019 um 17:00 Uhr in Paisley (St. Mirren Park) \| \| Ergebnis: 2:1 (1:1) \| \| Zuschauer: 1135 \| \| Schiedsrichterin: Ivana Projkovska ( Nordmazedonien) \| \| Spielbericht \|                                                           | \| 28. Juli 2019 um 17:00 Uhr in Paisley (St. Mirren Park) \| \| Ergebnis: 2:1 (1:1) \| \| Zuschauer: 1135 \| \| Schiedsrichterin: Ivana Projkovska ( Nordmazedonien) \| \| Spielbericht \|                                                                       | Deutschland |
| Frankreich                                              | Justine Lerond • Lisa Martinez, Emeline Saint-Georges, Maëlle Lakrar, Manon Revelli • Julie Dufour, Chloé Philippe, Carla Polito (63. Margaux Le Mouël) • Melvine Malard, Naomie Feller (63. Vicki Becho), Sandy Baltimore Cheftrainer: Gilles Eyquem | Wiebke Willebrandt • Lisann Kaut (78. Anna Aehling), Lisa Ebert, Sophia Kleinherne , Laura Donhauser • Marie Müller, Leonie Köster • Christin Meyer (75. Shekiera Martinez), Melissa Kössler, Gina-Maria Chmielinski • Nicole Anyomi Cheftrainerin: Maren Meinert | Deutschland |
| Frankreich                                              | 1:1 Baltimore (13.) 2:1 Lakrar (73.) | 0:1 Nicole Anyomi (6.) | Deutschland |
| Frankreich                                              | Philippe (90.+3’) | | Deutschland |
| Frankreich                                              | 200. und letztes Länderspiel von Maren Meinert als Trainerin von U-19- und U-20-Nationalmannschaften | | Deutschland |
| 28. Juli 2019 um 17:00 Uhr in Paisley (St. Mirren Park) | | |             |
| Ergebnis: 2:1 (1:1)                                     | | |             |
| Zuschauer: 1135                                         | | |             |
| Schiedsrichterin: Ivana Projkovska ( Nordmazedonien)    | | |             |
| Spielbericht                                            | | |             |

## Schiedsrichterinnen
Hauptschiedsrichterinnen:
- Ewa Augustyn
- Maria Marotta
- Ivana Projkovska
- Silvia Rosa Domingos
- Elwira Nurmustafina
- Zuzana Valentová

Schiedsrichterassistentinnen:
- Line-Maria Rasmussen
- Karolin Kaivoja
- Barbara Vidović-Volenik
- Ieva Ramanauskienė
- Alexandra Theodora Petrea
- Sabrina Keinersdorfer
- Camilla Stendahl
- Betül Nur Yılmaz

Vierte Offizielle:
- Christijana Gutewa
- Frida Klarlund

## Beste Torschützinnen
Nachfolgend aufgelistet sind die besten Torschützinnen der Endrunde.
| Rang | Spielerin          | Tore |
| ---- | ------------------ | ---- |
| 1    | Melvine Malard     | 4    |
| 2    | Nicole Anyomi      | 3    |
|      | Melissa Kössler    | 3    |
|      | Vicki Becho        | 3    |
|      | Emilie Bragstad    | 3    |
| 6    | Sandy Baltimore    | 2    |
|      | Paulina Krumbiegel | 2    |
|      | Naomie Feller      | 2    |
|      | Lisa Doorn         | 2    |
|      | Joëlle Smits       | 2    |
|      | Jonna van de Velde | 2    |